# Marie-Désiré Beaulieu
Marie-Désiré Martin-Beaulieu (París, 11 d'abril de 1791 - Niort, 21 de desembre de 1863) fou un compositor francès. El seu nom es pot trobar escrit també com ara Marie-Désiré-Martin Beaulieu.
El seu nom de naixement fou Marie-DésiréMartin, però va adoptar el cognom Beaulieu (traduïble com a Bell-lloc), provinent d'una masia familiar comprada pel seu avi en 1761, passant aleshores a ser Marie-Désiré Martin-Beaulieu o Marie-Désiré Beaulieu.
Va rebre classes de Rodolphe Kreutzer, Benicourt i Étienne Nicolas Méhul. El 1810 amb només dinou anys guanyà el cobdiciat Prix de Rome. El 1835 s'establí a Niort i fundà l'Associació Filharmònica de l'Oestla qual contribuí molt a desenvolupar l'afició musical en aquella regió. A París fundà la Societat de cant clàssic, a la que llegà a la seva mort, 100.000 francs. Llavors ja es dedicà de ple a la composició, sent una de les seves moltes obres el famós Rèquiem que va escriure amb motiu de la mort de Méhul el 1819
A més dels llibres Mémoire sur ce qui reste de la musique de l'ancienne Grèce dans les premiers chants de l'Eglise (Niort, 1852) i Du rythme (París, 1852), va compondre les òperes Ninette à la cour, Anacréon i Philadelphie, i gran nombre d'oratoris, motets, cantates, cors, melodies i una missa.